# Протея Рупелл
Протея Рупелл (лат. Protea roupelliae) — небольшое дерево, вид рода Протея (Protea) семейства Протейные (Proteaceae).

## Таксономия
Вид Protea roupelliae был впервые описан Карлом Фридрихом Мейсснером. Видовое название — в честь английской художницы-флористски Арабеллы Элизабет Рупелл (1817—1914), которая провела 2 года в Кейптауне, где иллюстрировала местную флору для издания «Cape Flowers» (1840).
Выделяется два подвида:
- P. roupelliae hamiltonii Beard ex Rourke — одноствольный небольшой кустарник, вырастающий до 0,3 м в высоту. Карликовый, ниспадающий кустарник с множеством невысоких ветвей со горизонтальным стеблем и кремовыми и розовыми цветочными головками[5]. Обитает в северных провинциях ЮАР.
- P. roupelliae roupelliae — может вырасти до небольшого дерева около 8 метров в высоту[6]. Встречается во всех провинциях ЮАР, в Лесото и Эсватини.

## Ботаническое описание

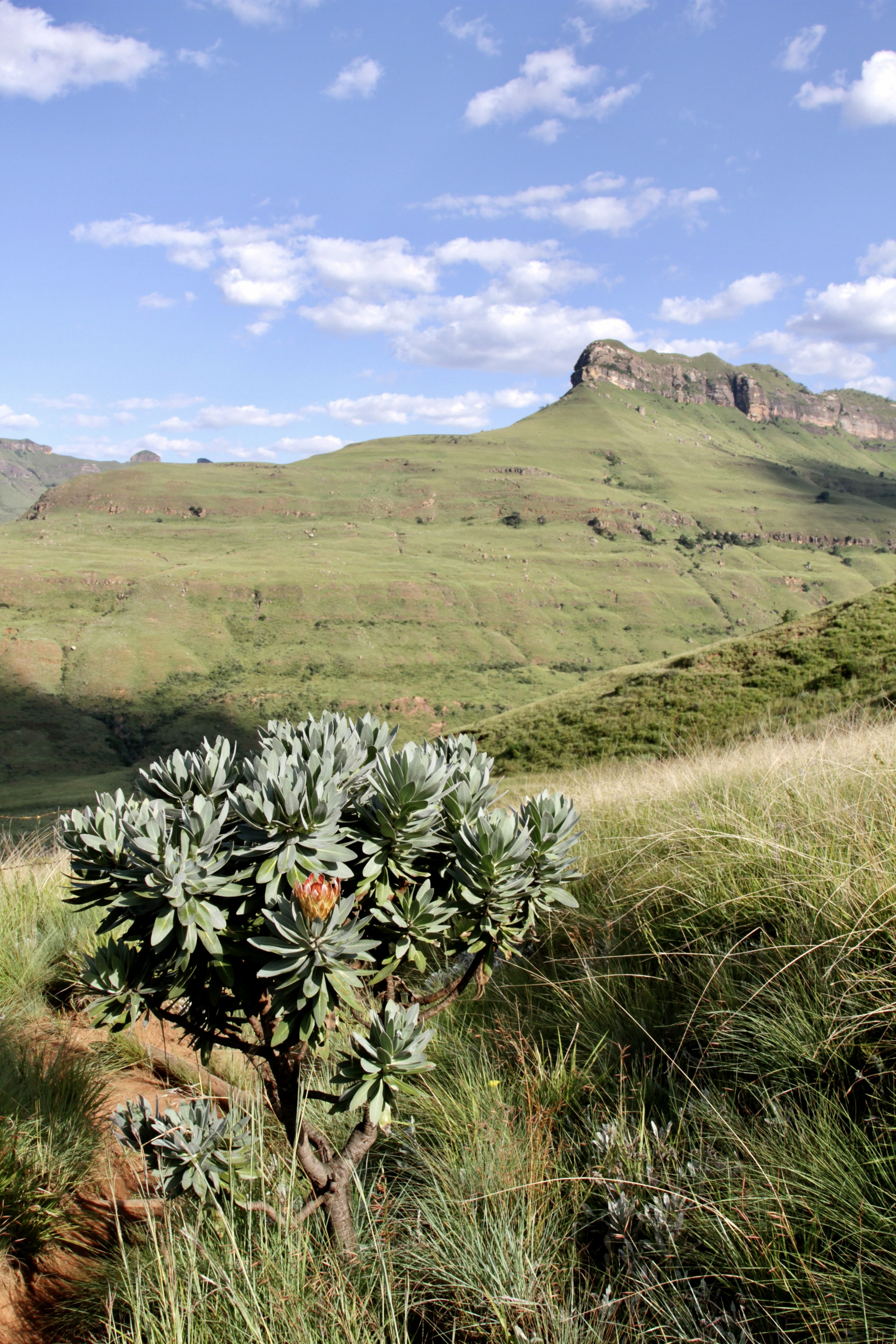
Общий вид в национальном парке "Royal Natal"

Protea roupelliae — небольшое дерево высотой 2–3 (до 8) м. Кора толстая, черная, покрыта сетью трещин. Листья темно голубовато-зеленые, 60–160 мм длиной и 15–45 мм шириной, собраны в терминальные розетки; молодые листья серебристо-опушенные, со временем становятся голыми. Чашевидная головка соцветия 80–120см в диаметре. Наружные листочки обертки коричневатые, внутренние ложковидные, темно-розовые, окаймлены серебристыми волосками, длиннее густо-волосистых цветков. Пестик 50–65мм длиной. Цветет с февраля по апрель.

## Распространение и местообитание

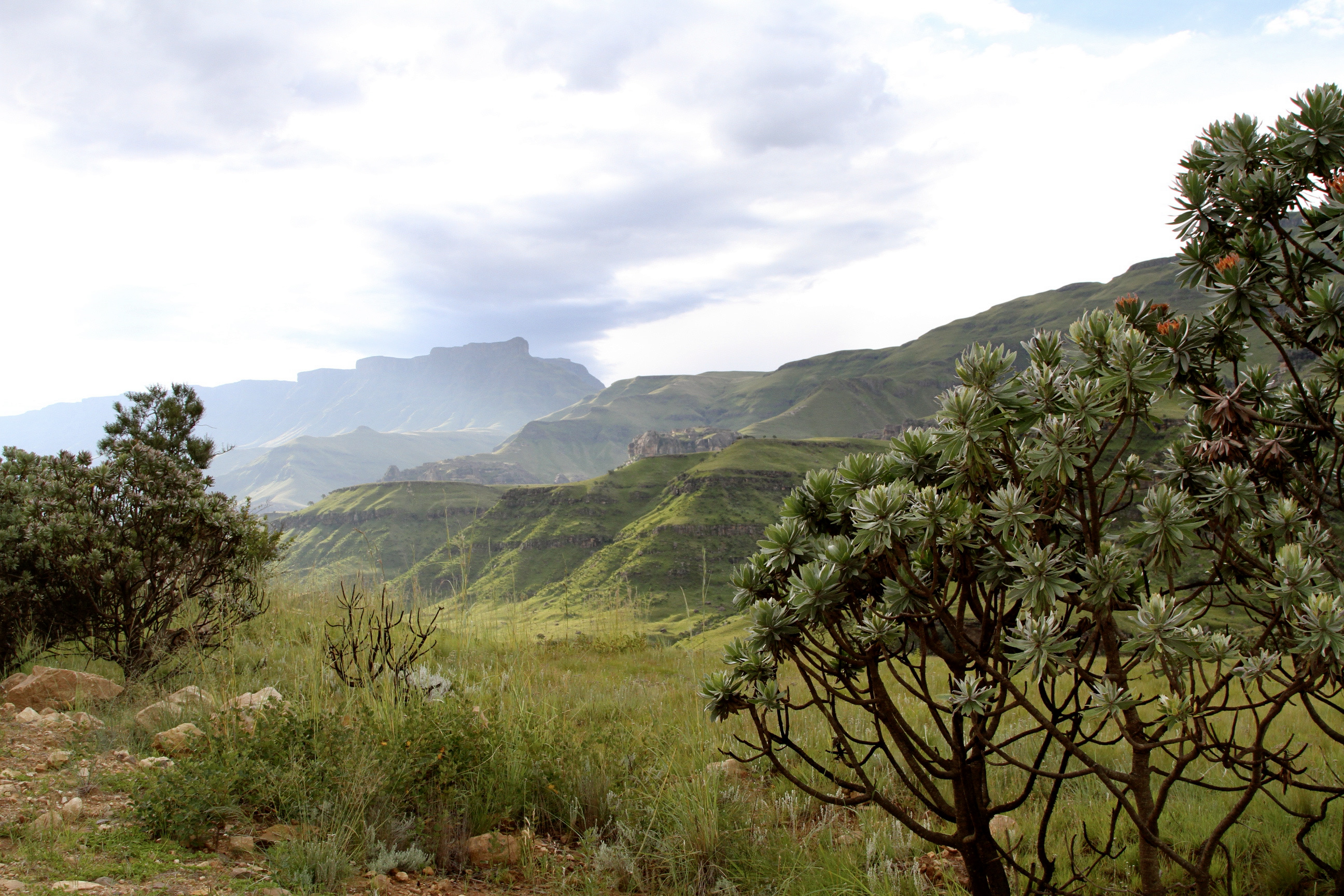
Цветущие деревца протеи Рупелл вдоль перехода Sani Pass в Лесото

Protea roupelliae — встречается в восточной части Южной Африки, на кварцитовых хребтах Йоханнесбурга, в биосферном резервате Ватерберге и в Зимбабве. Растёт на лугах и в холмистой местности. Подвид P. roupelliae hamiltonii ограничен кварцитовыми почвами, где глина выщелачивалась на высоте 1300 м. Подвид P. roupelliae roupelliae более адаптируемый и может расти на различных почвах на разных высотах (0–2400 м) и более широко распространён.

## Биология

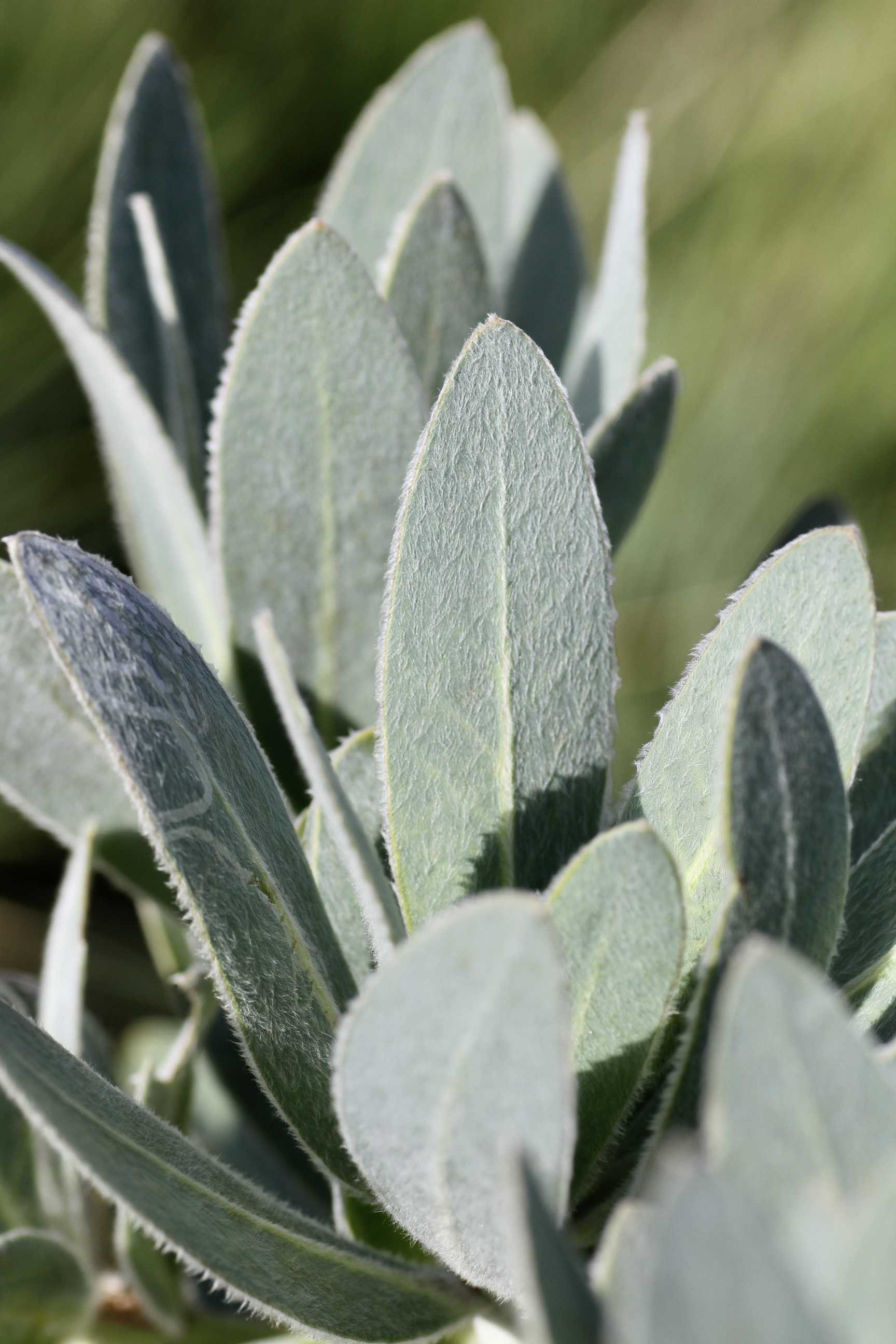
Молодые листья

Этот вид, особенно P. roupelliae roupelliae, может цвести в любое время года, но чаще всего в феврале и апреле, сразу после летних дождей. P. roupelliae опыляется многими видами, такими как жуки, пчёлы и нектарницевые; в особенности родезийским сахарным медососом, последние размещают на дереве свои гнезда из семян и высохших цветков протеи.
 